# Роше, Андреа
Андреа́ Роше́ (англ. Andrea Roche; 11 ноября 1977, Кэр, Типперэри, Ирландия) — ирландская фотомодель.

## Биография и начало карьеры
Андреа Роше родилась 11 ноября 1977 года в Кэре (графство Типперэри, Ирландия) в семье азиатско-индийского происхождения, а выросла в Клонмеле. Мать Андреа, Мэрион Роше, долгое время боролась с раком и девочка жила с матерью на постоянной основе лишь тогда, когда она проходила химиотерапию. У Роше есть две сестры — Шарлин Роше и Келли Роше. Она окончила «Loreto Secondary School» и «Rockwell College», затем переехала в Карлоу, чтобы обучаться бизнесу в «Regional Technical College», а после — в Дублин, где она начала карьеру фотомодели.
Роше начал свою карьеру как модель. Как мисс Ирландия, Андреа соревновалась в 1998 году в конкурсе Мисс Вселенной (вошла в топ-10 полуфиналистов).

## Личная жизнь
В 2006—2010 годах Андреа была замужем за бизнесменом Пи Джеем Мэнсфилдом.
С 15 июля 2012 года Андреа замужем во второй раз за бизнесменом Робом Уайтом, с которым она встречалась 2 года до их свадьбы. У супругов есть дочь — Софи Уайт (род. 24.03.2014).